# Cascades de la ravine Morne Sainte Croix
Les cascades de la ravine Morne Sainte Croix, sont une succession de chutes d'eau situées sur le massif volcanique de la Montagne Pelée en Martinique. 
Avec une hauteur totale de 404 m, elles sont les plus hautes chutes d'eau permanentes de Martinique et des Antilles Françaises. En effet, les cascades de la cicatrice d'Alice bien que plus hautes ne coulent qu'après de fortes pluies. 
Les chutes d'eau sont en parties visibles depuis le sentier de randonnée Le Prêcheur-Grand'Rivière, et l’accès aux cascades est possible en Canyoning.